# Ray's Male Heterosexual Dance Hall
Ray's Male Heterosexual Dance Hall é um filme de comédia em curta-metragem estadunidense de 1987 dirigido e escrito por Bryan Gordon. Venceu o Oscar de melhor curta-metragem em live action na edição de 1988.

## Sinopse
Nessa sátira do estilo de vida dos bem-sucedidos ostensivos em uma nação obcecada por magnatas e empresários; um homem desempregado descobre que pode conseguir um ótimo trabalho se dançar com o homem certo no Salão de Dança do Ray Para Homens Heterossexuais

## Elenco
- John Achorn - George Scurry
- Tim Choate - Phil Leeds
- Joe D'Angerio - John Garber
- Boyd Gaines - Sam Logan
- Darryl Henriques - Stuart Gaul
- Tommy Hinkley - Andrew Northfield
- Matt Landers - Ray Pindally
- Jay McCormack - Dick 'Tango Man' Dietz
- Sam McMurray - Peter Harriman
- Steven Memel - Disc Jockey
- David Rasche - Cal McGinnis
- Kevin Scannell - Ben Trelborne
- Ed Scheibner - Bartender
- Peter Van Norden - Ed Granger
- Lyman Ward - Dick Tratten
- Lee Wilkof - Malcolm Stennis
- Fred Willard - Tom Osborne
- Kent Williams - Steve Cook
- Robert Wuhl - Benny Berbel